# 白寿生科学研究所
白寿生科学研究所（はくじゅせいかがくけんきゅうしょ）は、東京都渋谷区富ケ谷に本社を置く企業。

## 概要
1925年に創業。創業以来、自社の健康法を普く人類に普及させることを使命とする。健康法は、精神と運動と食事に加え、自社の健康器具を使用すれば病気にかからないという予防の概念で、この重要性を創業者は謳っていた。
創業者は不眠や頭痛などの慢性の症状を持つ母親を助けたいとの思いから理学や物理での療法を研究する。ドイツの医学雑誌に高圧電線の下では健康な人が多く作物もよく育つという記事が掲載されていたのを見たことをきっかけに、高電圧電界療法を考案。1928年に福岡で母親を実験台にして100万ボルトの高電圧電界療法の公開実験を行い、雑誌などでは日本のエジソンと紹介された。
1955年に白寿会本部と白寿会病院を設立。戦争で途絶えていた研究を再び始めて、もう一度事業を立ち上げるために設立した。1963年にヘルストロンが厚生省から製造承認を受ける。ヘルストロンは佐藤栄作も使用するなどから有力者の支援があった。笹川良一は虎ノ門の日本船舶振興会のビルの最上階でヘルストロンを設置した診療所を運営した。
頭痛や肩こりや便秘や不眠症などの不定愁訴は様々な生活習慣病に進行する恐れがあるため、生活習慣病が発症していない時期に対処するという考えから健康食品や健康指針などの普及活動を行い、その中心で一貫しているのが健康寿命の延伸。白寿生科学研究所は催事場でイベントを行う会社というイメージが強かったのだが、1990年ごろよりヘルストロンを体験できるハクジュプラザという店舗を運営するようになっている。この店舗は情報を発信したり地域のコミュニティーの場にもなっている。
無料宣伝会場で体験を受ける際に、初回は体に良いと言われる清涼飲料水である健康食品を無料で配り、無料で会場に通い続けるため勧められた商品（健康食品）を買わなくてはいけないというような雰囲気にし、明らかに無料体験を受けたい消費者の権利を阻害していという主張もある。
特定商取引法では販売において2回以上の継続購入となる契約の場合、継続契約であることや金額・契約期間等の販売条件を広告に表示することとされており、同法では、顧客の意に反して売買契約等の申込みをさせようとする行為を禁止しています。
食品に関する営業を行う場合には、食品衛生法に基づく許可等が必要な場合があります。なお、平成30年6月に食品衛生法が改正され、営業許可業種が見直されました。営業許可の見直しとともに施設基準も改正されました。また、営業許可の対象でない場合であっても管轄の保健所に届出が必要になります。
2003年にHakuju Hallを開設する。健康のための理念として食事と運動と心の3原則としてきたのであるが、このうちの心の健康に貢献できるとの考えから開設された。Hakuju Hallでは上質の音楽を心地よい空間で届けることで健康に貢献することが目指されている。
2012年11月より帯広畜産大学で寄附講座を設ける。白寿生科学研究所より客員准教授として派遣され、医学の発展への研究活動を行う。2020年2月14日に白寿生科学研究所の社長が、長年にわたって大学での教育研究に大きく貢献したとして帯広畜産大学の学長より特別感謝状を授与される。
2018年には3x3のチームであるTOKYO DIMEのスポンサーになる。
2023年5月に伊藤超短波と業務提携を締結する。このことで両者が長年培ってきた物理療法機器メーカーとしてのリソースを有効に活用して、それぞれの製品の販売において新たなチャネルの開拓などを推進する。伊藤超短波が開発した美容関連の機器をハクジュプラザで販売することを検討する。白寿生科学研究所の商品は100万円を超えるものも含む医療機器と、カルシウムドリンク。伊藤超短波の商品は数万円台で白寿生科学研究所の機器と食品の中間の価格帯。白寿生科学研究所の商品のほとんどは医療機器化健康食品であり、医療機器ではない健康機器を伊藤超短波から仕入れて販売することも検討する。
スポーツ選手のセカンドキャリアにも力を入れている企業で、社員歴のある元プロ野球選手には高堀和也、小野仁、田口竜二、森大輔、西﨑聡、松修康、富永一らがいる。